# 二瓶泰次郎

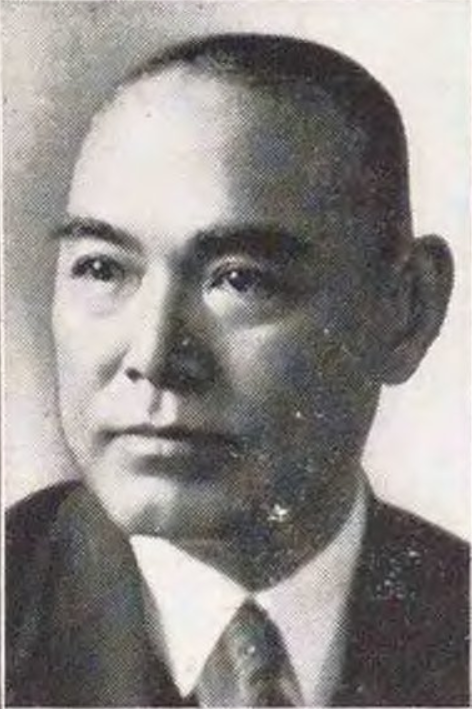
二瓶泰次郎

二瓶 泰次郎（にへい たいじろう/やすじろう、1887年（明治20年）10月18日 - 1963年（昭和38年）8月4日）は、大正から昭和時代の政治家。貴族院多額納税者議員。宮城県伊具郡丸森町長。

## 経歴
二瓶泰吉の長男として宮城県伊具郡丸森村（現丸森町）に生まれる。1907年（明治40年）角田中学校を卒業。家業の醤油醸造業に従事する。1925年（大正14年）丸森信用組合監査役に就任。1929年（昭和4年）には丸森町会議員に当選し、ついで丸森町長を3期務めた。1939年（昭和14年）私有地を寄付し伊具農蚕学校の県立移管に尽力した。ほか、伊具郡養蚕業組合長、同農会長、宮城県信用組合連合会理事、同県農業会長、全国農業会東北支部長などを歴任した。
1940年（昭和15年）宮城県多額納税者として貴族院議員補欠選挙で互選され、研究会に所属して同年8月10日から1946年（昭和21年）4月23日まで在任した。その後、公職追放となった